# Kamerad (Schiff)
Die Kamerad war ein  für den Fährverkehr der Insel Spiekeroog in den Niederlanden gebautes Schiff, das beide Weltkriege trotz militärischem Einsatz überstanden hat.

## Das Schiff
Die Bad und Reederei Spiekeroog benötigte eine Fähre, in welcher Passagiere auch geschützt im Bootsinneren die Überfahrt zur Nordseeinsel verbringen konnten. Daher wurde für 36 000 Mark bei einer niederländischen Werft in Amsterdam die Spiekeroog in Auftrag gegeben und gebaut. 1917 wurde das Schiff durch die Kaiserliche Marine beschlagnahmt und militärisch genutzt. In den Jahren 1921 und 1922 kam die Fähre wieder in Spiekeroog zum Einsatz.
1923 wurde die Spiekeroog von der Fa. Julius Krümling in Magdeburg gekauft, zum Doppelschrauben Motorschlepp- und Frachtschiff umgebaut und 1924 in Saale umbenannt.
1933 wurde das Schiff in  Kamerad umbenannt und für Frachtfahrten in Nord- und Ostsee eingesetzt.
1939 wurde die Kamerad zum zweiten Mal für militärische Zwecke eingezogen.
1965 wurde die Kamerad in Nieuw Lekkerland abgewrackt.